# Saison 2010-2011 des FAR de Rabat
Maillots
Chronologie
Saison précédente Saison suivante
La saison 2010-2011 des FAR de Rabat est la cinquante-troisième de l'histoire du club. Elle débute alors que les militaires sont arrivés sixième dans le championnat marocain lors de la saison précédente. Aziz El Amri entame sa seconde saison en tant qu'entraîneur des FAR de Rabat. Le club est par ailleurs engagé en coupe du Trône.
Finalement, les FAR de Rabat sont éliminés par le FUS de Rabat lors des seizièmes de finale et atteignent la sixième place en championnat. 
Le bilan en championnats des FAR de Rabat s'est terminé décevant car sur 30 matchs joués, ils en gagnent 10, en perdent 10 et cèdent 10 nuls pour 28 buts marqués et 27 encaissés.

## Contexte et résumé de la saison passée des FAR de Rabat

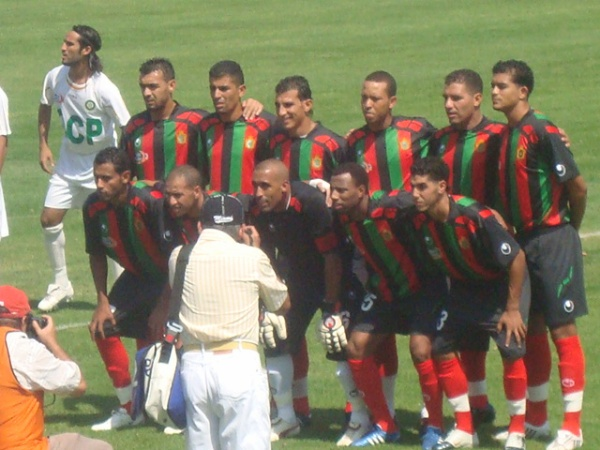
L'équipe des FAR de Rabat 2009-2010

## Effectif
| N° | Nom                 | Poste     | Date de naissance | Club précédent         |
| 1  | Hamza Hamouddi      | Gardien   | 7 juin 1990       | Formé au club          |
| 12 | Mustapha Chadili    | Gardien   | 14 février 1973   | Moghreb de Tétouan     |
| 16 | Khalid Askri        | Gardien   | 6 janvier 1993    | Formé au club          |
| 22 | Mehdi Jarbaoui      | Gardien   | 20 mars 1981      | Formé au club          |
| 2  | Mourad Fellah       | Défenseur | 8 juin 1978       | Wydad de Casablanca    |
| 6  | Abderrahmane Laabi  | Défenseur | 19 octobre 1983   | AS Salé                |
| 13 | Youssef Ettorabi    | Défenseur | 18 avril 1989     | Wydad de Casablanca    |
| 18 | Adil Sarraj         | Défenseur | 26 août 1979      | Kawkab de Marrakech    |
| 19 | Omar Bendriss       | Défenseur | 25 mai 1984       | Formé au club          |
| 20 | Jawad Bouâouda      | Défenseur | 1er avril 1980    | Moghreb de Tétouan     |
| 29 | Abdessamad Chahiri  | Défenseur | 17 mai 1982       | Difaâ d'El Jadida      |
| 30 | Hassan Bouizgar     | Défenseur | 15 juillet 1981   | Olympique de Khouribga |
| 4  | Amine El Kass       | Milieu    | 24 juillet 1988   | Hilal de Nador         |
| 11 | Redouane Baqlal     | Milieu    | 15 mars 1981      | Raja de Casablanca     |
| 14 | Youssef El Basri    | Milieu    | 13 mars 1983      | Racing de Casablanca   |
| 15 | Brahim Nekkach      | Milieu    | 5 février 1982    | Moghreb de Tétouan     |
| 21 | Mohamed Madihi      | Milieu    | 15 février 1979   | Moghreb de Tétouan     |
| 23 | Mohamed Amine Kabli | Milieu    | 21 septembre 1980 | Moghreb de Tétouan     |
| 26 | Ahmed Khalile       | Milieu    | 21 juin 1991      | Formé au club          |
| -  | Abdessamad Ouarad   | Milieu    | 21 janvier 1979   | Raja de Casablanca     |
| 5  | Mohamed Jawad       | Attaquant | 15 décembre 1987  | CODM de Meknès         |
| 8  | Mehdi Azim          | Attaquant | 22 novembre 1987  | Union de Sidi Kacem    |
| 9  | Tarik Marzouk       | Attaquant | 13 février 1982   | Moghreb de Tétouan     |
| 17 | El Mehdi El Bassil  | Attaquant | 14 décembre 1987  | JS Kasbat Tadla        |
| 24 | Jawad Ouaddouch     | Attaquant | 4 octobre 1981    | Union de Touarga       |
| 25 | Jalal El Kindi      | Attaquant | 31 juillet 1988   | AS Salé                |

## Saison

### Parcours en championnat
Le championnat du Maroc de football 2010-2011 est la 55e édition du championnat du Maroc de football. Elle oppose seize clubs regroupées au sein d'une poule unique où les équipes se rencontrent deux fois, à domicile et à l'extérieur. En fin de saison, les deux derniers sont relégués et remplacés par les deux meilleurs clubs de Botola 2, la seconde division marocaine. 

#### Phase Retour
| 6 février 2011 Journée 16 | Moghreb de Tétouan | 2-1 | FAR de Rabat | Stade Saniat Rmel, Tétouan |  |
|                           |                    |     |              |                            |  |

| 13 février 2011 Journée 17 | FAR de Rabat | 1-1 | Wydad de Casablanca | Complexe Moulay Abdallah, Rabat |  |
|                            |              |     |                     |                                 |  |

| 19 février 2011 Journée 18 | KAC de Kénitra | 1-0 | FAR de Rabat | Stade municipal de Kénitra, Kénitra |  |
|                            |                |     |              |                                     |  |

#### Classement final
| Rang | Équipe                  | Pts | J  | G  | N  | P  | Bp | Bc | Diff |
| ---- | ----------------------- | --- | -- | -- | -- | -- | -- | -- | ---- |
| 1    | Raja de Casablanca (V)  | 60  | 30 | 18 | 6  | 6  | 45 | 23 | +22  |
| 2    | Maghreb de Fès          | 53  | 30 | 14 | 11 | 5  | 34 | 23 | +11  |
| 3    | Wydad de Casablanca (C) | 51  | 30 | 13 | 12 | 5  | 31 | 18 | +13  |
| 4    | OC Khouribga            | 50  | 30 | 14 | 8  | 8  | 31 | 20 | +11  |
| 5    | Olympique de Safi       | 49  | 30 | 12 | 13 | 5  | 31 | 25 | +6   |
| 6    | FAR de Rabat            | 40  | 30 | 10 | 10 | 10 | 28 | 27 | +1   |
| 7    | FUS de Rabat            | 38  | 30 | 8  | 14 | 8  | 22 | 21 | +1   |
| 8    | Moghreb de Tétouan      | 36  | 30 | 8  | 12 | 10 | 26 | 28 | -2   |
| 9    | Hassania d'Agadir       | 36  | 30 | 8  | 12 | 10 | 22 | 24 | -2   |
| 10   | Difaâ d'El Jadida       | 35  | 30 | 7  | 14 | 9  | 25 | 25 | 0    |
| 11   | Jeunesse El Massira     | 34  | 30 | 8  | 10 | 12 | 24 | 35 | -11  |
| 12   | Chabab Rif Hoceima (P)  | 33  | 30 | 6  | 15 | 9  | 21 | 24 | -3   |
| 13   | KAC de Kénitra          | 32  | 30 | 6  | 14 | 10 | 16 | 24 | -8   |
| 14   | Wydad de Fès            | 31  | 30 | 6  | 13 | 11 | 21 | 30 | -9   |
| 15   | Kawkab de Marrakech     | 28  | 30 | 4  | 16 | 10 | 19 | 25 | -6   |
| 16   | JS de Tadla (P)         | 20  | 30 | 4  | 8  | 18 | 17 | 41 | -24  |